# Thường Huệ
Thường Huệ (chữ Hán: 常惠; ? – 46 TCN) người quận Thái Nguyên, là sứ thần và tướng lĩnh thời Tây Hán.

## Tiểu sử
Thuở nhỏ vì nghèo khổ, sinh buồn bực mà sung quân, nhờ biết cẩn trọng, cần kiệm nên được trọng dụng. Lúc Tô Vũ phụng mệnh đi sứ Hung Nô, Thường Huệ được cử làm quan đại diện cùng Phó trung lang tướng Trương Thắng hiệp trợ cho Tô Vũ.
Đoàn sứ thần đến đất Hung Nô chừng hơn một tháng thì Hung Nô có nội loạn liên quan đến Trương Thắng. Trước tình thế đó, nhiều thuộc tướng đề nghị với Tô Vũ cùng cả đoàn hàng phục Hung Nô. Tô Vũ nhất quyết không chìu bèn rút kiếm tự sát, may nhờ Thường Huệ ra sức cứu chữa mới giữ được mạng sống. Tuy vậy, ông cũng bị giam cầm ở Hung Nô nhiều năm liền. Đến thời Hán Chiêu Đế lên ngôi, hòa thân giao hảo với Hung Nô, sứ thần nhà Hán đến tìm Tô Vũ, Thuyền Vu liền nói dối là Tô Vũ đã chết. Nghe được tin đó, Thường Huệ thừa lúc đêm khuya đến gặp sứ thần nhà Hán bàn kế hoạch cứu Tô Vũ trở lại quê nhà. Sau cùng, sứ thần mới đưa được Tô Vũ, Thường Huệ cùng nhiều người khác trở về với triều Hán. Khi đi trong đoàn có hơn một trăm người, sau mười chín năm trên đất Hung Nô nay còn lại đúng chín người. Chiêu Đế liền ban thưởng cho tấm lòng trung trinh, tiết tháo của từng người. Thường Huệ được phong là Quang Lộc đại phu.
Năm Bản Thủy thứ 2 (năm 72 TCN), Hán Tuyên Đế phái cử Thường Huệ đi sứ Ô Tôn. Thường Huệ phân tích quan hệ của Hung Nô với triều Hán và Ô Tôn, nói rõ tình hình trước mắt, rồi yêu cầu Ô Tôn cùng hợp sức đánh Hung Nô. Triều Hán xuất đại quân mười lăm vạn người cùng năm vị tướng lĩnh chia đường tiến đánh Hung Nô. Thường Huệ được phong làm hiệu úy lo chuyện phối hợp cùng binh lính Ô Tôn. Đại quân tiến từ phía tây thẳng đến Hữu Cốc Lãi Đình của Hung Nô, bắt sống người thân của Thuyền Vu cùng thuộc hạ và binh sĩ, đoạt được vô số chiến lợi phẩm, đem chia một phần cho Ô Tôn. Thường Huệ cùng mấy người tùy tùng trở về Ô Tôn, nhưng trong năm vị đại tướng xuất chinh bên quân Hán chỉ có ông là người duy nhất đánh địch lập công, vì vậy triều đình phong cho ông là Tràng La hầu, rồi được cử mang vàng bạc châu báu ban thưởng cho những người Ô Tôn có công trong chiến trận.
Nước Quy Tư láng giềng của Ô Tôn từng giết sứ giả nhà Hán là Lại Đan, Thường Huệ tấu xin Hán Tuyên Đế đem quân đi đánh Quy Tư phục thù nhưng không được y chuẩn. Thế là Thường Huệ mới liên hệ với mấy nước như Ô Tôn đem quân vây kín ba mặt tấn công Quy Tư. Trước khi đánh phá ông cho người đến kể tội giết hại sứ giả nhà Hán cho vua Quy Tư biết, nhưng nhà vua nước này lại đổ lỗi cho quý nhân Cô Dực. Thường Huệ đòi giao nộp Cô Dực nhưng vua Quy Tư không chịu, chỉ đến khi nhìn thấy đại quân nhà Hán sắp tới, đành phải giao nộp Cô Dực. Thường Huệ chém đầu Cô Dực rồi cho lui quân.
Về sau Thường Huệ lại thay Tô Vũ làm Điển thuộc quốc. Ông là người am hiểu tình hình các nước Tây Vực, lại cần mẫn chu đáo nên nhiều lần được ghi công. Năm Cam Lộ thứ 2 (năm 52 TCN), ông được phong là Hữu tương quân. Ba năm sau khi Hán Nguyên Đế kế vị, ông qua đời, thụy hiệu là Tráng Vũ hầu.